# Ghislaine D'Hollander
Marie-Ghislaine (Ghislaine) D’Hollander (Opwijk, 1 april 1941 - Leuven, 30 juli 2011) was een Belgische atlete, die gespecialiseerd was in het speerwerpen. Zij veroverde tien Belgische titels.

## Biografie
D’Hollander werd in 1960 voor het eerst Belgisch kampioene in het speerwerpen. Tussen 1960 en 1969 veroverde ze tien opeenvolgende titels.
In 1960 verbeterde D’Hollander het Belgisch record van Olga De Ceuster naar 38,77 m. In verschillende verbeteringen bracht ze het in 1964 op 45,47 m.
D’Hollander was aangesloten bij NSLO. Beroepsmatig was ze kinesiste.

## Belgische kampioenschappen
| Onderdeel   | Jaar                                                       |
| ----------- | ---------------------------------------------------------- |
| speerwerpen | 1960, 1961, 1962, 1963, 1964, 1965, 1966, 1967, 1968, 1969 |

## Persoonlijk record
| Onderdeel   | Prestatie       | Datum           | Plaats    |
| ----------- | --------------- | --------------- | --------- |
| speerwerpen | 45,47 m (ex-NR) | 9 augustus 1964 | Gosselies |

## Palmares

### speerwerpen
- 1960:  BK AC – 35,76 m
- 1961:  BK AC – 38,27 m
- 1962:  BK AC – 38,45 m
- 1963:  BK AC – 36,96 m
- 1964:  BK AC – 41,04 m
- 1965:  BK AC – 41,40 m
- 1966:  BK AC – 40,12 m
- 1967:  BK AC – 39,70 m
- 1968:  BK AC – 37,38 m
- 1969:  BK AC – 40,64 m

## Onderscheidingen
- 1964: Grote Feminaprijs van de KBAB